# Gource
Gource ist eine freie open source Software um die Evolution einer Software zu visualisieren. Sie wird genutzt um konfigurierbare Videovisualisierungen der Entwicklungshistorie eines Quellcode-Repositorys zu erstellen, also aller Commits der Software. Sie zeigt die innere Struktur einer Software und wie diese im Laufe der Entwicklung ergänzt und geändert wird. Die Projektstruktur wird als dynamischer Baum gerendert, wobei Nodes für einzelne Code-Dateien stehen. Entwickler der Software werden mit einer visuellen strahlenförmigen Verbindung zu den geänderten Nodes kurz eingeblendet während die Entwicklungsgeschichte im Schnelldurchlauf animiert wird. Das Wurzelverzeichnis des Projekts liegt im Zentrum, Verzeichnisse erscheinen als Zweige und Dateien als Blätter.
Die Software unterstützt die Versionsverwaltungssysteme Git, Mercurial, Bazaar und SVN und kann auf Microsoft Windows, MacOS und Linux ausgeführt werden. Für das Rendering wird OpenGL genutzt. Es wurde in C++ programmiert, von Andrew Cauldwell gegründet, und steht unter der Lizenz GPL-3.0.
Das Tool kann auch dafür genutzt werden, um die Arbeit von Entwicklern am Code auf einfachem Weg für Laien zu visualisieren und so verständlicher zu machen. Das Programm wird über ein Kommandozeilen-Interface genutzt, wobei etwa gource --auto-skip-seconds 0.1 -s 0.1 die gesamte Commit-Historie mit einer Geschwindigkeit von 0,1 Sekunden pro Tag visualisiert. Es gibt viele Optionen mit denen sich die Animation anpassen lässt – etwa um die virtuelle Kamera während der Animation dynamisch zu den Bereichen, die unter Entwicklung sind, fliegen zu lassen. Die Animation lässt sich zudem während der Animation mit der Tastatur und Maus steuern.